# Henry Lee Lucas
Henry Lee Lucas (23 de agosto de 1936 - 13 de março de 2001) foi um suposto assassino em série americano, condenado por homicídio. Foi listado uma vez como o mais prolífico matador em série dos EUA.
Henry Lee Lucas confessou estar envolvido em cerca de 600 assassinatos (em conjunto com Ottis Toole) cerca de uma morte por semana entre 1975 e 1983.  Apesar das confissões, Lucas teria mentido sobre sua participação na maioria dos crimes. 

## Biografia
Ele nasceu em 23 de agosto de 1936, em Blacksburg, Virgínia. Lucas perdeu um olho aos 10 anos depois de ter se infectado devido a uma briga. Um amigo descreveu-o mais tarde como uma criança que muitas vezes chamava a atenção por um comportamento assustadoramente estranho. Além disso, a mãe de Lucas era uma prostituta que o forçaria a vê-la transando com clientes e fazendo cross-dress em público. Em dezembro de 1949, o pai de Lucas, Anderson, cujas pernas haviam sido decepadas em um acidente de trem, morreu de hipotermia depois de ir para casa bêbado e desmaiar durante uma nevasca. Pouco tempo depois, na sexta série, Lucas abandonou a escola e fugiu de casa, vagando pela Virgínia. Lucas afirmou ter cometido seu primeiro assassinato em 1951, quando estrangulou Laura Burnsley, de 17 anos, que havia recusado seus avanços sexuais. Tal como acontece com a maioria de suas confissões, mais tarde ele retraiu essa afirmação. Em 10 de junho de 1954, Lucas foi condenado por mais de uma dúzia de acusações de roubo em Richmond (Virgínia) e arredores, tendo sido condenado a quatro anos de prisão. Ele escapou em 1957, foi recapturado três dias depois e foi subseqüentemente libertado em 2 de setembro de 1959.
Em 1954, aos dezoito anos, Lucas recebeu um período de seis anos de prisão por roubo.
Em 1959, Lucas, após ter saído da prisão, mudou-se para Tecumseh, Michigan, para viver com a sua meia-irmã. Quando a sua mãe o visitou no Natal, Lucas estava noivo. Viola desaprovou a noiva e discutiu violentamente com o filho, tentando convencê-lo a voltar para Virgínia.
A 12 de Janeiro de 1960 Lucas matou a sua mãe. Viola queria que o filho fosse morar com ela, para a amparar na velhice, mas Lucas recusava-se. Então Viola bateu-lhe com uma vassoura na cabeça. Lucas bateu-lhe no pescoço e ela caiu.
Lucas pensou que ela estivesse morta e fugiu. Mais tarde, Lucas contou: “Tudo o que me lembro é de lhe bater no pescoço. Ela caiu no chão e quando eu a levantei percebi que estava morta. Depois reparei que tinha a minha faca na mão e ela estava cortada”
Viola não estava morta. Opal, a meia-irmã de Lucas, descobriu Viola viva numa poça de sangue e chamou uma ambulância, mas era tarde demais.
Lucas regressou a Virginia, mas decidiu voltar a Michigan, contudo foi detido em Ohio.
Lucas declarou que tinha atacado a mãe em legítima defesa, mas o argumento foi rejeitado e Lucas foi condenado a uma sentença entre 20 e 40 anos por homicídio em segundo grau. Ele cumpriu 10 anos e foi solto em Junho de 1970.
Algures entre 1976 e 1978 Lucas conheceu Ottis Toole e teve um caso amoroso com a sua sobrinha, Frieda Powell, a quem chamavam Becky.
Lucas afirmou que durante este período matou centenas de pessoas, às vezes assistido por Toole. O trio deixou Flórida e fixou-se em Stoneburg, no Texas, numa comunidade cristã chamada "The House of Prayer” (A Casa da Oração).
Becky estava com saudades de casa, então Lucas concordou em voltar à Flórida com ela. Mas eles discutiram pelo caminho e Becky foi-se embora com um camionista.
Assim como Lucas, o profundamente depravado Toole também tinha um gosto para necrofilia. Ele também entregou-se a alguns atos de canibalismo. Para a maior parte da sua odisséia, eles foram acompanhados pela sobrinha pré-adolescente de Toole, Frieda "Becky" Powell, que se tornou amante e esposa de Lucas. Ela mais tarde viria a se tornar sua última vítima, quando aos quinze anos ela foi encontrada desmembrada dentro de fronhas e espalhada por um campo.

## Julgamento
Lucas foi preso em Junho de 1983 devido a irregularidades com armas de fogo. Mais tarde foi acusado do homícidio de Kate Rich, de 82 anos e do homicídio de Powell.
Lucas afirma que a polícia o despiu, negou-lhe cigarros e um sítio para dormir, manteve-o numa cela fria e impediu-o de contactar o advogado. Após quatro dias deste tratamento, Lucas concordou em confessar os crimes, para melhorar o seu tratamento.
Lucas confessou os homicídios, mas não podia levar a polícia aos corpos das vítimas. Ele terminou a sua confissão com uma adenda escrita por si, onde se lia: “Eu não estou autorizado a contactar ninguém. Estou aqui sozinho e ainda não posso falar com um advogado. Não tenho direitos, então que posso fazer para vos convencer disto… ”.
As provas forenses dos casos de Powell e Rich foram inconclusivos. Foi apenas encontrado um pequeno fragmento de osso num forno de lenha, que se pensa pertencer a Rich. Foi encontrado um esqueleto quase completo que corresponde à idade e tamanho de Powell. Lucas confessou estes crimes, mas mais tarde voltou a negar, embora seja do consentimento geral que Lucas assassinou de facto Powell e Rich.
No tribunal, Lucas declarou-se culpado e afirmou ter matado cerca de cem mulheres. Segundo Lucas, esta confissão inesperada tinha de ser feita, pois ele achava que a polícia iria obrigá-lo a confessar. Com a imprensa sobre o caso, Lucas percorreu os vários estados americanos com a polícia, numa tentativa de resolver muitos homicídios até ali não solucionados.
Em Novembro de 1983 Lucas foi transferido para a prisão Williamson County, no Texas. Aí se estabeleceu a Lucas Task Force, uma espécie de departamento de homícidios não solucionados, aos quais Lucas podia estar ligado. A polícia solucionou 213 assassinatos, com a ajuda de Lucas.
Lucas afirmou que apenas confessou os crimes para melhorar as suas condições de vida. Segundo alguns relatos, ele raramente era algemado, estava autorizado a  vagar por esquadras da polícia e prisões (até saberia os códigos de segurança das portas) e era levado a cafés e restaurantes.
Começou a habituar-se a este tratamento e a “dar ordens”, às quais a polícia obedecia.
Alguns membros da polícia começaram a suspeitar das confissões, então inventavam crimes, dos quais Lucas se dizia culpado. Ele era questionado e por vezes, até lia os relatórios da polícia. Depois era de novo questionado, onde relatava as mortes com todos os pormenores.

## Controvérsia
Lucas afirma que pertenceu a um culto satânico e canibalista, chamado The Hand of Death (A Mão da Morte), que o levaram a participar em snuff films (filmes que mostram a morte ou homicídio de uma pessoa, sem quaisquer efeitos especiais), a matar Jimmy Hoffa e a dar veneno ao culto de Jim Jones, que mais tarde cometeu suicídio em massa. Contudo os relatos de Lucas não coincidiam com as provas da polícia.
Existem vários exemplos de crimes que Lucas confessou e que foram encerrados, contudo Lucas encontrava-se longe dos locais:
- Lucas confessou ter matado Curby Reeves em Smith County, Texas, mas uma folha de pagamentos indica que ele esteve a trabalhar no Kaolin Mushroom Farms em Kaolin, Pensilvânia.
- Lucas confessou ter assassinado Elaine Tollett em Tulsa, Oklahoma, enquanto registos médicos afirmam que ele esteve num hospital em Bluefield, West Virginia.
- Chris Piazza, um advogado de Little Rock, Arkansas, escreveu sobre um homicídio e roubo ocorridos em 1981, em que Lucas se dizia envolvido “o testemunho de Lucas é dúbio, para dizer o mínimo” e que Lucas “era inexacto em quase todos os detalhes”.

## Clemência e Morte
Ottis Toole morreu em setembro de 1996, em virtude de cirrose hepática. O Conselho de Perdão e Palavra do Texas votou para que se mudasse a sentença de Lucas de pena de morte para prisão perpétua.
Lucas morreu a 12 de março de 2001 devido a uma falha cardíaca.
Qualquer que seja o total de mortes, a terrível natureza da vida criminosa de Lucas foi resumida em uma declaração: "Matar alguém é como caminhar pela rua. Se eu quisesse uma vítima, eu ia e obtinha uma."